# Лук венценосный
Лук венценосный (лат. Allium stephanophorum) — многолетнее травянистое растение, вид рода Лук (Allium) семейства Луковые (Alliaceae).

## Распространение и экология
В природе ареал вида охватывает Памиро-Алай и Тянь-Шань. Эндемик.
Произрастает на глинистых и щебнистых склонах в нижнем поясе гор.

## Ботаническое описание
Луковицы удлинённо-конические и продолговато-яйцевидные, толщиной 0,5—1,5 см, длиной 2—5 см, по 1—4 прикреплены к косому или восходящему корневищу, с рыжевато-бурыми сетчатыми оболочками. Стебель высотой 15—50 см, при основании одетый гладкими или шероховатыми влагалищами листьев.
Листья в числе 3—5, узколинейные, шириной 0,5—2,5 мм, слегка желобчатые, часто отогнутые, обычно по краю шероховатые.
Зонтик пучковатый или почти полушаровидный, сравнительно немногоцветковый, густой. Листочки узкоколокольчатого околоцветника грязновато-фиолетовые или розово-фиолетовые, с более тёмной жилкой, оттянутые, островатые или туповатые, длиной 8—12 мм, линейно-ланцетные, ланцетные или продолговато-ланцетные. Нити тычинок в 2 раза короче листочков околоцветника, на половину между собой и с околоцветником сросшиеся, цельные, наружные — треугольно-шиловидные, внутренние — почти в 3 раза шире, треугольные; пыльники жёлтые. Столбик не выдается из околоцветника; завязь на верхушке с хрящеватыми зубчиками, образующими коронку, окружающую основание столбика.
Коробочка в 2 раза короче околоцветника.

## Таксономия
Вид Лук венценосный входит в род Лук (Allium) семейства Луковые (Alliaceae) порядка Спаржецветные (Asparagales).
|  |                                      |  |                                                             |                                                             |                   |  | ещё 24 семейства (согласно Системе APG II) | ещё 24 семейства (согласно Системе APG II) |                     |  |  |  | ещё более 870 видов |
|  |                                      |  |                                                             |                                                             |                   |  | ещё 24 семейства (согласно Системе APG II) | ещё 24 семейства (согласно Системе APG II) |                     |  |  |  | ещё более 870 видов |
|  |                                      |  |                                                             | порядок Спаржецветные                                       |                   |  |                                            |                                            | род Лук             |  |  |  |                     |
|  |                                      |  |                                                             | порядок Спаржецветные                                       |                   |  |                                            |                                            | род Лук             |  |  |  |                     |
|  | отдел Цветковые, или Покрытосеменные |  |                                                             |                                                             | семейство Луковые |  |                                            |                                            | вид Лук венценосный |  |  |  |                     |
|  | отдел Цветковые, или Покрытосеменные |  |                                                             |                                                             | семейство Луковые |  |                                            |                                            |                     |  |  |  |                     |
|  |                                      |  | ещё 44 порядка цветковых растений (согласно Системе APG II) | ещё 44 порядка цветковых растений (согласно Системе APG II) |                   |  |                                            | ещё около 300 родов                        | ещё около 300 родов |  |  |  |                     |
|  |                                      |  |                                                             | ещё 44 порядка цветковых растений (согласно Системе APG II) |                   |  |                                            |                                            | ещё около 300 родов |  |  |  |                     |